# Catedral de San Jorge (Caracas)
La Catedral de San Jorge (alternativamente Iglesia de San Jorge) es el nombre que recibe un edificio religioso que pertenece a la iglesia católica y sigue el rito bizantino de la Iglesia greco-católica melquita una de las iglesias orientales en plena comunión con el papa en Roma. Se localiza en el sector de Montalbán en la 3.ª Avenida Montalbán 2 cerca de la Autopista Francisco Fajardo y el Río Guaire en el Municipio Libertador al oeste del Distrito Metropolitano de Caracas y al centro norte del país sudamericano de Venezuela.
Se diferencia de la Catedral de Caracas en que esta sigue el rito latino o romano, aunque ambas son iglesias católicas bajo la autoridad papal. Pertenece al exarcado apostólico melquita de Venezuela.
Como su nombre lo indica fue dedicada a San Jorge uno de los santos orientales que nació en Palestina y murió decapitado por orden del emperador Diocleciano.